# Spiridon Gopčević
Spiridon Gopčević, född 9 juli 1855, död 1928, var en österrikisk författare av serbisk börd.
Gopčević var först krigskorrespondent och tidningsredaktör, samt attaché vid serbiska beskickningen i Berlin 1886-87 och i Wien 1888-90. Han grundade 1894 ett astronomiskt observatorium på Lussin i Istrien, varifrån han under pseudonymen Leo Brenner utgav tidskriften Astronomische Rundschau (11 band, 1899-1908) och populärastronomiska skrifter såsom Handbuch für Amateur-Astronomen (1898). Gopčević måste 1908 av politiska skäl lämna Österrike och slog sig därefter ned i Tyskland. Bland Gopčevićs övriga skrifter märks Bulgarien und Ostrumelien (1886), Geschichte von Montenegro und Albanien (1914), samt skönlitterära verk - i svensk översättning finns En solstråle (1913).